# Schkortleben
Schkortleben is een plaats en voormalige gemeente in de Duitse deelstaat Saksen-Anhalt en maakt deel uit van de gemeente Weißenfels in de Landkreis Burgenlandkreis.
Schkortleben telt 607 inwoners.